# الزواج (فلم)
الزواج، فيلم مصري من إنتاج عام 1933 وتدور أحداثه حول بيت الطاعة.

## الممثلون
- فاطمة رشدي
- محمود المليجي
- حكمت فهمي
- نجمة إبراهيم
- علي رشدي

## وصلات خارجية
- مقالات تستعمل روابط فنية بلا صلة مع ويكي بيانات
- صفحة الفيلم على موقع السينما